# Pomáz-ICO SE
A Pomáz-ICO SE, egy 1912-ben alapított magyar labdarúgóklub. 
.

## Sikerek
Magyar labdarúgó-bajnokság (harmadosztály)
- Bajnok: 1924-25 ,1931-32 ,

## Híres játékosai
- Borbély László
- Egervári Sándor (1966 és 1968 között)
- Halmai Ramon
- Pintér Sándor
- Kleinheisler László[2]
- Zsitva Viktor (1985 és 1996 között)